# Александра
Алекса́ндра (от др.-греч. Ἀλεξάνδρα, женская форма имени Александр, от др.-греч. ἀλέξω «защищать, отражать, предотвращать», ἀνήρ (р.п. ἀνδρός) «человек», «муж», «мужчина») — женское имя греческого происхождения.

## Именины
Православные: 8 февраля (новомуч.), 14 марта (новомуч.), 22 марта (новомуч.), 2 апреля, 6 мая, 31 мая, 26 июня, 17 июля (новомуч.), 30 сентября (новомуч.), 13 октября (новомуч.), 18 октября, 19 ноября, 23 декабря (новомуч.)
Католические: 3 марта, 20 марта, 21 марта, 19 апреля, 21 апреля, 18 мая, 8 ноября, 2 января, 17 февраля.

## Известные носители

### Святые
- Александра Амисийская (ум. 310) — мученица, пострадавшая при императоре Максимиане.
- Александра Анкирская (Коринфская) — мученица, дева, пострадавшая при императоре Диоклетиане в числе Семи святых дев.
- Александра Римская (ум. 303) — мученица, жена императора Диоклетиана.
- Александра Фёдоровна (1872—1918, день памяти — 4 (17) июля) — жена последнего русского императора Николая II.
- Александра (Самойлова) (1882—1938) — инокиня Русской православной церкви, преподобномученица.

### Известные по имени
- Инокиня Александра — ряд монахинь великокняжеской и царской крови, принявших это имя в постриге, в том числе Ирина Годунова
- Александра Фёдоровна (принцесса Шарлотта Прусская; 1798—1860) — жена Николая I.
- Александра Павловна — великая княгиня, палатина венгерская, дочь императора Павла I
- Александра Александровна — великая княжна, дочь императора Александра II.
- Александра Кентская — принцесса Кентская. На данный момент занимает 40 место в наследовании британского престола.
- Александра Саксен-Кобург-Готская — принцесса Эдинбургская и Саксен-Кобург-Готская. Её бабушкой была Виктория, королева Великобритании.
- Принцесса Александра, 2-я герцогиня Файф — член британской королевской семьи, внучка короля Эдуарда VII.
- Александра Датская — датская принцесса, королева Великобритании и Ирландии, а также императрица Индии.
- Александра Люксембургская — принцесса Люксембурга, принцесса Нассау, принцесса Бурбон-Пармская. Является пятой в очереди на трон.
- Александра Ганноверская — принцесса Монако.
- Александра Пилсудская — жена маршала Польши Юзефа Пилсудского

### Псевдонимы
- Сценический псевдоним немецкой певицы Дорис Нефёдовой.

## Мифологические персонажи
- Александра (другое имя Кассандра) — персонаж древнегреческой мифологии, троянская царевна, дочь Приама и Гекубы. Большинство авторов описывает её как прорицательницу, красивейшую из дочерей Приама. Её любви добивался бог Аполлон. Имена Кассандра и Александра зафиксированы в микенских текстах. Именно «Александра» называется монодрама Ликофрона.
- Александра — эпитет древнегреческой Геры (Юноны), царицы богов в мифологии, жены Зевса.